# Damir Imamović
Damir Imamović (Sarajevo, 1978) is een Bosnische zanger, musicus, songwriter en auteur. Hij is gespecialiseerd in sevdah, de melancholieke traditionele volksmuziek uit Bosnië. In 2021 werd hij door het Britse muziektijdschrift Songlines uitgeroepen tot beste artiest in de categorie Europa.

## Biografie
Damir Imamović komt uit een familie van sevdahmusici en -zangers. Zijn opa Zaim was een bekend zanger, zijn vader Nedzad een bekend bassist en zijn tante Dula een bekend zangeres. Tijdens de Bosnische burgeroorlog was het buiten gevaarlijk en moest Damir veel binnen blijven. Zijn oudere broer leerde hem toen gitaar spelen. Hij studeerde filosofie en werkte bij een uitgeverij voor hij besloot zich op muziek te richten.
Imamović streeft ernaar om sevdah te vernieuwen met respect voor de traditie. Hij zingt zowel traditionele sevdah-liederen als eigen songs, en ontwikkelde een eigen, vrije interpretatie van de sevdah. Hij deed onderzoek naar de sevdah-traditie en geeft in zijn muziek ruimte aan de Turkse wortels van de sevdah. Daarnaast laat hij zich inspireren door onder andere Iraanse, Indiase en Afrikaanse muziek. Hij werkte samen met verschillende musici, waaronder de Amerikaanse jazzbassist Greg Cohen (die eerder samenwerkte met onder andere John Zorn en Tom Waits), de Turkse kemenche-meester Derya Türkan, de Bosnische sevdah-violiste Ivana Đurić en de Nederlandse jazztrompettist Eric Vloeimans.
In 2020 verscheen zijn album Singer of Tales. Dit album werd geproduceerd door Joe Boyd. Singer of Tales bereikte de eerste positie in de Transglobal Music Charts en de tweede positie in de World Music Charts Europe. Het werd positief gerecenseerd in onder andere NRC en Songlines. Het jaar daarop won Imamović een Songlines Music Award in de categorie Europa.
Imamović wordt geprezen om zijn krachtige, gevoelige en indringende stem, en om zijn vermogen om de luisteraar te raken zonder sentimenteel te klinken.
In 2016 trad Imamović op in Vrije Geluiden, en in 2022 stond hij op Music Meeting.

## Discografie
- Damir Imamović Trio - Svira Standarde (2006)
- Damir Imamović Trio - Abrašević live (2008)
- Damir Imamović - Damir Imamović (2010)
- Damir Imamović - Svrzina Kuća (2011)
- Damir Imamović's Sevdah Takht - Sevdah Takt (2012)
- Damir Imamović's Sevdah Takht - Dvojka (2016)
- Damir Imamović - Singer of Tales (2020)
- Damir Imamović - The World and All That It Holds (2023)